# Battaglia del Ticino
La battaglia del Ticino rappresentò, nella seconda guerra punica, il primo scontro diretto e la prima vittoria di Annibale contro Roma. In precedenza, dopo aver valicato le Alpi, il generale cartaginese aveva ripetutamente sconfitto i Taurini che, nemici dei Boi e degli Insubri - alleati dei Punici, rifiutavano di affiancare le forze cartaginesi.

## Contesto storico
Dopo la presa di Sagunto da parte dei Cartaginesi di Annibale, la guerra fu inevitabile, solo che come scrive Polibio, la guerra non si svolse in Iberia [come auspicavano i Romani] ma proprio alle porte di Roma e lungo tutta l'Italia. Era la fine del 219 a.C. e iniziava la seconda guerra punica.
Nel maggio del 218 a.C. Annibale lasciò la penisola iberica, con 90000 fanti e 12000 cavalieri, oltre a 37 elefanti. Il condottiero cartaginese doveva muoversi in fretta se voleva sorprendere le forze di Roma ed evitare l'attacco diretto a Cartagine; Annibale intendeva combattere la guerra sul territorio nemico e sperava di suscitare con la sua presenza in Italia alla testa di un grande esercito e con una serie di vittorie una rivolta generale dei popoli italici recentemente sottomessi al domino della Repubblica romana.
Intanto i Romani assegnarono a Publio Cornelio Scipione, padre dell'Africano, e al fratello Gneo Cornelio Scipione la Spagna. Il piano prevedeva di attaccare Annibale in Spagna cercando l'aiuto delle popolazioni locali. Contemporaneamente si dedicarono alla fortificazione delle città della Gallia cisalpina. La prima delle colonie venne fondata sul fiume Po e venne chiamata Placentia, l'altra venne posta a nord del fiume e chiamata Cremona. La loro funzione era quella di sorvegliare il comportamento delle popolazioni celtiche di Boii e Insubri, che infatti, una volta venute a conoscenza dell'avanzata cartaginese in Gallia Transalpina, si ribellarono al dominio romano.
Nel frattempo la diplomazia di Annibale nella Gallia cisalpina spinse i Galli Boi e Insubri alla rivolta. Questi scacciarono i coloni da Piacenza (Placentia) e li spinsero fino a Modena (Mutina) che venne assediata, e poco ci mancò che non fosse occupata. Questa situazione obbligò Publio Scipione a dirottare verso la Pianura Padana le sue forze che si trovavano a Pisa in attesa dell'imbarco verso la Gallia. Costretto a tornare a Roma per arruolare una settima legione, finalmente riuscì a raggiungere Massalia (Marsiglia) per fronteggiare Annibale, ma era passato troppo tempo prezioso.
Intanto Annibale, che doveva far passare il suo esercito sulla riva sinistra del Rodano, era atteso sull'altra riva dalla forte tribù dei Volci. Una volta sconfitto questo popolo celtico, il cartaginese si rese conto di non poter passare in Italia per la strada costiera e si inoltrò fra le montagne seguendo le vallate del Rodano e dell'Isère.
In ogni caso, l'inizio dell'attraversamento delle Alpi avvenne verso la fine di settembre del 218 a.C.. Il freddo e la fatica si fecero certo sentire per uomini e animali acclimatati al sole della costa spagnola e probabilmente non sufficientemente attrezzati per una traversata a tali altezze, però l'esercito punico raggiunse la Pianura Padana prima che le nevi avessero bloccato i passi. La marcia fu lunga e portata a termine dopo mille difficoltà. Annibale riuscì a giungere in Italia dopo una ventina di giorni di aspri combattimenti con le popolazioni montanare che, anche se terrorizzate dall'avanzata di un esercito di dimensioni, per loro, incredibili, dettero filo da torcere alle pur agguerrite truppe cartaginesi.
Nel frattempo Publio Scipione, inviato il fratello Gneo in Spagna con la flotta e parte delle truppe, era ritornato in Italia, sbarcando a Pisa, ed attestandosi a Piacenza. Tiberio Sempronio Longo, richiamato dal Senato romano, dovette rinunciare al progetto di sbarco in Africa. Il piano di Annibale era riuscito; la sua audace e inattesa offensiva terrestre costrinse Roma ad abbandonare precipitosamente i suoi piani di attacco diretto a Cartagine che quindi per il momento non dovette temere minacce da parte del nemico.

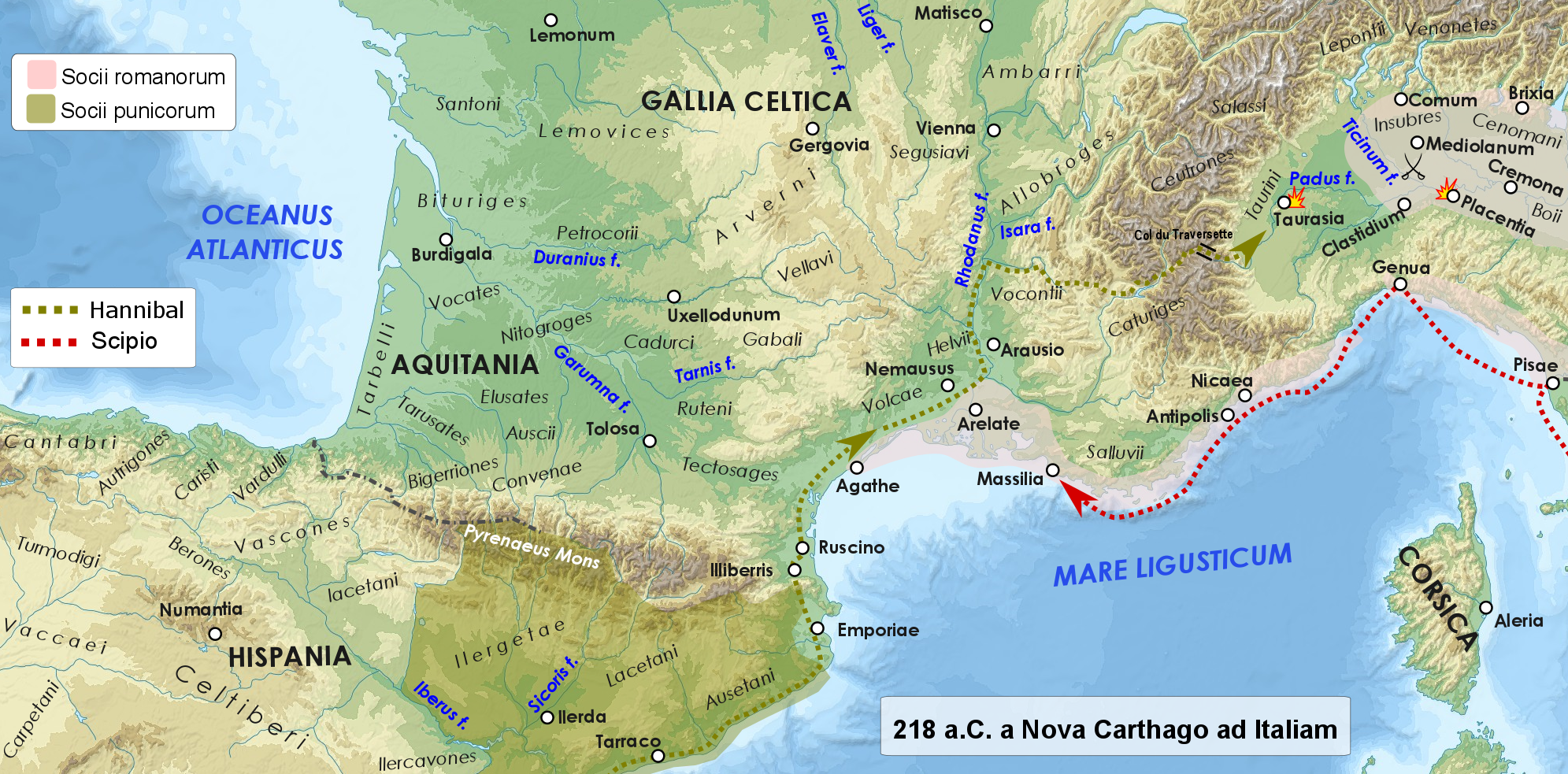
218 a.C.: marcia di Annibale da Nova Carthago all'Italia settentrionale, fino allo scontro con l'esercito romano di Scipione (padre dell'Africano) al Ticino.

### Antefatto
Una volta raggiunta la Pianura padana, Annibale si accampò ai piedi delle Alpi e fece riposare le truppe, visto che le stesse avevano dovuto sopportare l'attraversamento della catena montuosa per quindici giorni. L'esercito cartaginese aveva sofferto terribilmente oltre alla fatica dell'ascesa, anche il freddo e la fame. L'esercito stremato era stato letteralmente dimezzato: dai 38000 fanti e 8000 cavalieri, si era ridotto a 20000 fanti e 6000 cavalieri.
Quando le truppe si furono riprese, poiché i Taurini si erano ribellati agli Insubri, e non avevano molta fiducia nei Cartaginesi, prima provò a stringere con loro un patto di amicizia e poi, non essendoci riuscito, assediò la loro città più importante e in tre giorni li condusse alla resa. Molti furono messi a morte, destando grande terrore nelle popolazioni limitrofe, che decisero così di affidarsi alla sua protezione. Le numerose tribù celtiche della pianura, che da tempo conoscevano i piani del condottiero cartaginese, non vedevano l'ora di unirsi a lui per marciare insieme contro i Romani. Annibale decise così di avanzare per unirsi a loro, ma venne a sapere che il console Publio Cornelio Scipione (padre dell'Africano) lo aveva preceduto via mare e lo stava aspettando a nord del fiume Po presso Piacenza. Entrambi increduli per la rapidità con cui uno aveva concepito e realizzato il piano via mare e l'altro via terra, si apprestarono a dare battaglia dopo aver incitato i propri uomini al combattimento.
Lo stesso sbigottimento provato dai due comandanti avversari si ebbe a Roma alla notizia della calata di Annibale in Italia, tanto che il secondo console inviato in Libia, Tiberio Sempronio Longo, venne richiamato in Italia.
Intanto Publio Scipione e Annibale avanzarono entrambi lungo le sponde opposte del Ticino. Al secondo giorno di marcia, venuti a sapere che erano vicini tra loro, piantarono i loro accampamenti. Livio aggiunge che i Romani gettarono un ponte sul Ticino e vi costruirono un castellum per difenderlo.
Intanto Annibale, mentre i Romani erano impegnati in questa costruzione, inviò Maarbale con una schiera di 500 cavalieri Numidi a devastare i campi delle popolazioni alleate del popolo romano. Ordinò quindi di risparmiare i Galli in modo che i loro capi potessero defezionare a vantaggio dei Cartaginesi.

## Località dello scontro
Non siamo in grado di identificare la località esatta presso cui si svolse la battaglia, sappiamo solo che avvenne nel tardo autunno (metà novembre) del 218 a.C. e si presentò come un breve scontro tra le avanguardie dell'esercito punico e dell'esercito romano, che complessivamente contavano 32000 fanti e 3000 cavalieri. Tito Livio racconta che i Romani, dopo aver costruito il ponte sul Ticino, si accamparono nel territorio degli Insubri a 5000 passi (7,5 km) da Victumuli, dove era già accampato Annibale. Secondo alcuni l'esercito romano si accampò a Turbigo e quello cartaginese oltre Galliate sull'odierna riva piemontese.
Più recentemente, l'antichista Emilio Gabba ha dato una ricostruzione diversa degli eventi. Secondo la sua ipotesi, le forze romane, dopo aver attraversato il Po presso Piacenza, avrebbero risalito la sponda sinistra del fiume fino al punto il cui le acque del Po incontravano quelle del Ticino, nel punto in cui ora sorge Pavia. Qui gettarono un ponte sul Ticino, probabilmente dove poi nel I secolo a.C. fu realizzato il ponte romano di Pavia, e proseguendo lungo la pista che correva lungo la sponda sinistra del Po si spinsero nell'attuale Lomellina, dove, nei pressi di Lomello, avvenne la battaglia. L'ipotesi di Emilio Gabba è stata accolta anche da gran parte degli studiosi anglosassoni, anche se per la maggioranza di costoro, come John Lazenby, lo scontro non avvenne in Lomellina ma a poca distanza da Pavia.

## Battaglia
Quando i Romani si accamparono a 5000 passi (7,5 km) da Victumuli, dove era accampato Annibale, il condottiero cartaginese richiamò in tutta fretta Maarbale e i 500 cavalieri, vedendo che la battaglia era imminente. E ancora una volta convocò l'intero esercito, rammentando loro le ricompense che avrebbero percepito in caso di vittoria: da appezzamenti di terreno privi di tassazione anche per i loro figli, a denaro, fino alla cittadinanza cartaginese per gli alleati che lo avessero voluto o anche la liberazione degli schiavi meritevoli in cambio di quelli che presto avrebbero fatto dopo aver vinto la battaglia.
(Livio, XXI, 45.9.)
Publio Cornelio Scipione (padre di Scipione l'Africano) prese l'iniziativa e partì con la cavalleria (in parte composta da alleati Galli, che al termine della battaglia disertarono, unendosi ad Annibale) e con parte della fanteria leggera formata da frombolieri. Il console romano era partito alla volta degli accampamenti nemici per spiare da vicino quante e quali fossero le truppe dell'esercito cartaginese. Purtroppo anche Annibale aveva avuto la stessa idea e stava avanzando con la cavalleria per esplorare le posizioni intorno al campo. Nessuno dei due poteva sapere dell'altro, ma l'avanzare gli uni verso gli altri e l'aumentare del nugolo di polvere che sollevarono entrambi gli schieramenti, indicò reciprocamente l'avvicinarsi del nemico.
La cavalleria cartaginese era composta al centro da reparti iberici, mentre le "ali" dello schieramento erano formate da reparti di Numidi (in totale 6000 armati).
In sostanza si trattò di uno scontro tra le rispettive cavallerie, con Annibale alla testa della cavalleria numidico-iberica e Scipione al comando di quella romano-gallica. I Romani erano disposti con i fanti leggeri e la cavalleria gallica in prima linea e la cavalleria legionaria e alleata in seconda linea; i Cartaginesi avevano al centro la cavalleria iberica e ai lati quella numidica.
L'inizio della battaglia vide i frombolieri dello schieramento romano lanciare un grido e fuggire dietro la seconda linea che doveva costituire da riserva. Le due cavallerie si scontrarono frontalmente, dando vita ad un combattimento che per lungo tempo rimase equilibrato. Quando però i Numidi operarono l'accerchiamento alle "ali", caricando i soldati romani alle spalle, i velites, che inizialmente avevano evitato l'urto dei cavalieri nemici, vennero schiacciati dall'impeto numida. Alcuni, una volta assaliti alle spalle, si diedero alla fuga, disperdendosi, altri si strinsero attorno al console. Scipione l'Africano, che era poco più che adolescente, riuscì a stento a salvare la vita al padre, gravemente ferito, ma da questa battaglia persa apprese tutta una serie di elementi che impiegò nelle battaglie future.

## Conseguenze

### Reazioni immediate
La fuga dei frombolieri, che per primi erano stati assaliti dai Numidi, fu molto disordinata. Il resto della cavalleria si strinse intorno al console ferito per proteggerlo «non solo con le armi ma anche con i corpi», e si rifugiò negli accampamenti ripiegando in modo ordinato. Publio Cornelio Scipione, ferito nel corso della prima battaglia, levò il campo e avanzò, attraverso la pianura, in direzione del ponte sul Po, preoccupato di mettere in salvo le sue legioni.
I Romani giunsero poi a Placentia (Piacenza) prima che Annibale si accorgesse che erano partiti dal Ticino. Qui il condottiero cartaginese riuscì comunque a fare 600 prigionieri fra coloro che si erano attardati a partire, poiché dovevano sciogliere i legami all'estremità del ponte. Ciò impedì l'utilizzo del ponte da parte dei Cartaginesi, poiché lo stesso ora scorreva galleggiando lungo la corrente. Annibale poi si recò presso l'accampamento nemico, lasciato ormai deserto.
In seguito, dopo due giorni di marcia, riuscì a far passare il grosso dell'esercito cartaginese a sud del Po, sopra un ponte di barche. E mentre i Romani, con il console sconfitto e ferito, furono obbligati a ritirarsi nella colonia romana di Piacenza, tutte le popolazioni celtiche della regione, vennero ad omaggiare il comandante cartaginese per la vittoria riportata, offrendo la loro alleanza, rifornimenti e collaborazione militare. Intanto Annibale inviava Magone e la cavalleria incontro al nemico in perlustrazione. Pochi giorni dopo mosse egli stesso con l'intero esercito e fortificò il proprio accampamento a sei miglia dalla città dove si era rifugiato il console. Qui, una volta schierato l'esercito, offrì battaglia senza successo.

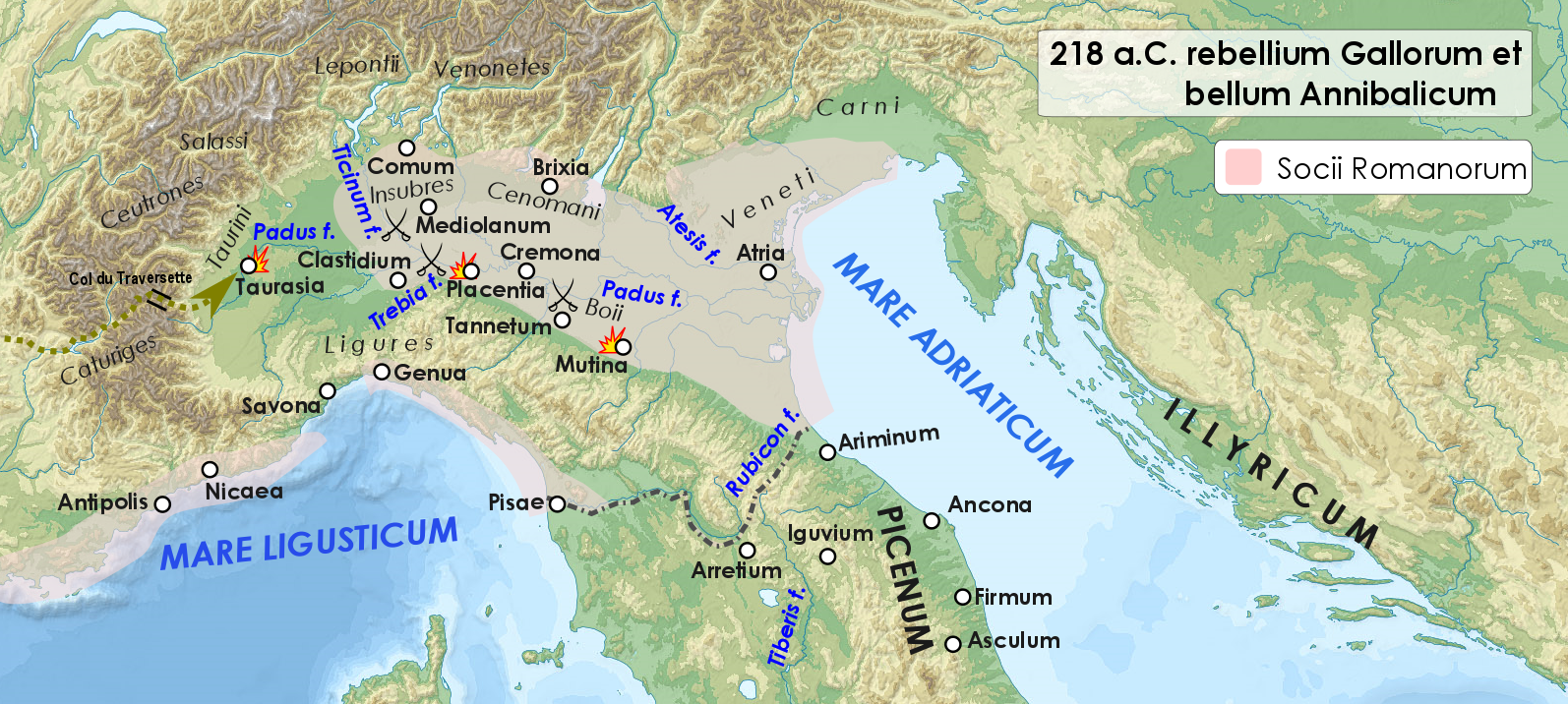
La Gallia cisalpina, teatro delle operazioni dell'autunno del 218 a.C.: dalla rivolta dei Boii con l'assedio di Mutina, alle vittorie di Annibale al Ticino e alla Trebbia.

### Impatto sulla storia
La sconfitta del Ticino fu il banco di prova delle sorprendenti tattiche di Annibale; il condottiero cartaginese avrebbe ripetuto le manovre avvolgenti sui fianchi, condotte principalmente dalla sua ottima cavalleria, anche nella battaglia della Trebbia e nella battaglia di Canne. Durante gran parte della campagna annibalica in Italia, la cavalleria cartaginese, in particolare i contingenti numidi al comando di Maarbale, si dimostrò superiore a quella romano-italica.
Per tal motivo, a Zama, nel 202 a.C., nella battaglia che terminò la seconda guerra punica, Scipione l'Africano si dotò di un forte contingente di cavalleria numidica (i romani erano alleati coi numidi di re Massinissa), superiore per numero a quella in dotazione ad Annibale, che perse, così, il vantaggio tattico che aveva contribuito fortemente alle sue passate vittorie.